# Hartmut Sieck
Hartmut Sieck (* 31. Januar 1969 in Mölln / Schleswig-Holstein) ist freiberuflicher Unternehmensberater, Verkaufstrainer und Vertriebscoach und Autor in diesen Themenbereichen.

## Tätigkeit
Hartmut Sieck ist Unternehmensberater, Trainer und Vertriebscoach. Zu den Themenbereichen Kunden- bzw. Key-Account-Management und Zeitmanagement hat er mehrere Fachbücher in deutscher und englischer Sprache verfasst. Diese sind überwiegend als Book-on-Demand aber auch in regulären Fachverlagen erschienen.
Er ist außerdem Gründungs- und Vorstandsmitglied der European Foundation for Key Account Management und Best of 100 Semigator Trainer.

## Veröffentlichungen

### Bücher (Auswahl)
- Der strategische (Key) Account Plan: Das Key Account Management Werkzeug! Kundenanalyse + Wettbewerbsanalyse = Account Strategie, Verlag Books on Demand, 2014 (4. überarbeitete und erweiterte Auflage), ISBN 978-3-7357-5954-2
- Jahresabschlüsse und Geschäftsberichte verkaufsorientiert lesen: Wie Sie den Jahresabschluss Ihres Kunden als wertvolle Informationsquelle geschäftlich nutzen, Verlag Bundesanzeiger, 2010, ISBN 978-3-8981-7908-9
- Erfolgreich verkaufen im B2B: Kunden analysieren, Anfragen bewerten, Geschäftspotenziale, Verlag Springer Gabler, 2014 (2. Überarbeitete Auflage), ISBN 978-3-6580-3950-9
- Key Account Management im Mittelstand: Die kurzfristige Einführung zum erfolgreichen Umgang mit Schlüsselkunden, Verlag Wiley-VCH, 2004, ISBN 978-3-5275-0122-9
- XING – Voll dabei! Wie aus einer Karteileiche ein aktiver Netzwerker wurde. Anwendertipps für Ihren XING Auftritt, Verlag Books on Demand, 2010 (2. Auflage), ISBN 978-3-8391-0878-9

### Elektronische Medien
- Jahresabschlüsse und Geschäftsberichte verkaufsorientiert lesen: Wie Sie den Jahresabschluss Ihres Kunden als wertvolle Informationsquelle geschäftlich nutzen, DVD-ROM, Verlag Bundesanzeiger, 2011
- Zeitmanagement: Für mehr Strukturen und Effizienz im Business, Audio-CD, audio media verlag, 2011, ISBN 978-3-8680-4193-4